# Falklandzaunkönig
Der Falklandzaunkönig (Troglodytes cobbi) ist eine Vogelart aus der Familie der Zaunkönige (Troglodytidae), die auf den Falklandinseln endemisch ist. Der Bestand wird von der IUCN als nicht gefährdet (Least Concern) eingeschätzt. Die Art gilt als monotypisch.

## Merkmale
Der Falklandzaunkönig erreicht eine Körperlänge von etwa 13,0 bis 14,0 cm bei einem Gewicht von ca. 17,0 bis 20,0 g. Teile des Gefieders können Merkmale von Albinismus aufweisen, z. B. mit Weiß und Grau am Kopf. Dies kommt gar nicht so selten vor. Die Zügel, die Wangen und die Ohrdecken sind ohne Zeichnungen graubraun. So hat er keinen offensichtlichen Augenstreif. Der Oberkopf und die Schultern zieren ein warmes Braun. Der Bürzel ist heller rostbraun. Die Außenfahnen der Handschwingen und Armschwingen sind schwärzlich grau und warm braun verziert. Die Steuerfedern sind warmbraun gefärbt und haben enge schwärzlich graue Binden. Die Unterseite ist graubraun, am hellsten in der Mitte der Kehle und der oberen Brust. An den Flanken und am Steiß wirkt dies farblich intensiver und wärmer. Die Augen sind braun, der Schnabel schwärzlich, die Beine dunkelbraun. Beide Geschlechter ähneln sich. Jungtiere erscheinen farbenfroher als ausgewachsene Vögel und haben eine gelbbraune Unterseite.

## Verhalten und Ernährung
Der Falklandzaunkönig ernährt sich überwiegend von Wirbellosen. Gesicherte Daten zu seiner üblichen Beute gibt es nicht. Sein Futter sucht er bevorzugt in Tussock, aber auch in Felsspalten oder an angespültem Seetang am Strand. Ein Bericht beschrieb, dass er bei der Futtersuche die Bruthöhle von Magellan-Pinguinen durchsuchte.

## Lautäußerungen
Der Gesang des Falklandzaunkönigs wird meist sitzend auf einem Felsblock oder versteckt aus dem Tussock-Gras von sich gegeben. Normalerweise handelt es sich dabei um eine laute Phrase schneller Träller und Pfiffe, die er mit einigen summenden Tönen mischt. Diese dauern ca. zwei Sekunden. Verschiedene Männchen haben unterschiedliche Lieder, die sich in ihrem Muster unterscheiden. Das können langsame zehnsekündige Intervalle sein oder fortgesetztes Trillern, welches bis zu zwanzig Sekunden dauern kann. Die Laute beinhalten raue summende Triller, die heller werden oder staccatoartige und explosive Töne, wenn er beunruhigt ist.

## Fortpflanzung
Bisher wurden nur wenige Nester des Falklandzaunkönigs beschrieben. Er brütet von September/Oktober bis Dezember, doch hört man seinen Gesang vom späten August bis Mitte April. Sehr wahrscheinlich gibt es zwei Bruten pro Jahr. Er ist extrem territorial, während er brütet, und kehrt jedes Jahr treu an die gleiche Brutstätte zurück. Das Nest ist ein oval förmiger Ball mit Seiteneingang, der leicht nach oben führt. Dieses baut er aus Tussock-Gras und Robbenhaaren und legt es dick mit Federn aus. Meist wird es auf dem Boden gebaut oder zumindest bodennah. Maximal ist es ca. 0,9 m über dem Boden und ist auf der Basis der Tussock-Gras-Büscheln angebracht. Gelegentlich baut er es in Felsspalten oder unter größeren Felsblöcken. Eines der Nester wurde auf einer Schafshaut, die über einem Zaun hing, entdeckt. Er legt drei bis vier Eier, die pinkfarben und stark mit roten und hellbraunen Flecken überzogen sind. Über Brutzeit und Zeit, bis die Nestlinge flügge werden, liegen keine Daten vor.

## Verbreitung und Lebensraum
Der Falklandzaunkönig bevorzugt Gebiete mit Tussock-Gras, eine sehr hohe und dichte Pflanze, die charakteristisch für die Falkland-Inseln ist. Gelegentlich hält er sich auch in Gebieten auf, in denen es keine eingewanderten Fressfeinde gibt. Auch drängt es ihn zu angeschwemmten Seetang in den Küstengebieten.  Erfolgreiche Rattenbekämpfungsmaßnahmen auf den Inseln um das heutige Verbreitungsgebiet des Falklandzaunkönigs machen eine Rattenzuwanderung seines Verbreitungsgebiets deutlich weniger wahrscheinlich. Als Reaktion darauf wurde im Jahre 2017 der Status von T. cobbi von der IUCN auf LC (Least Concern) korrigiert.

## Migration
Der Falklandzaunkönig gilt als Standvogel. Kleinere Zugbewegungen zwischen den Inseln scheint es nur zu den unmittelbar angrenzenden Inseln zu geben.

## Etymologie und Forschungsgeschichte
Die Erstbeschreibung des Falklandzaunkönigs erfolgte 1909 durch Charles Chubb unter dem wissenschaftlichen Namen Troglodytes cobbi. Das Typusexemplar wurde von Arthur Frederick Cobb (1877–1973) auf den Falklandinseln gesammelt. Bereits 1809 führte Louis Pierre Vieillot die für die Wissenschaft neue Gattung Troglodytes ein. Dieser Name leitet sich von »trōglē, trōgō κτρωγλη, τρωγω« für »Höhle, nagen« und »-dutēs, duō -δυτης, δυω« für »tauchend, eintauchen« ab. Der Artname »cobbi« ist seinem Sammler gewidmet.